# Menophra nitidaria
Menophra nitidaria är en fjärilsart som beskrevs av Sterneck 1928. Menophra nitidaria ingår i släktet Menophra och familjen mätare. Inga underarter finns listade i Catalogue of Life.